# 拉博姆 (上萨瓦省)
拉博姆（法語：La Baume，法語發音：[la bom]）是法国上萨瓦省的一个市镇，属于托农莱班区。

## 地理
拉博姆（46°16'56"N, 6°36'46"E）面积16.91 平方千米，位于法国奥弗涅-罗讷-阿尔卑斯大区上萨瓦省，该省份为法国东部省份，历史上为薩伏依的一部分，北与瑞士接壤，西接安省，南至萨瓦省，东与瑞士和意大利接壤。
与拉博姆接壤的市镇（或旧市镇、城区）包括：贝勒沃、勒比奥、博讷沃、拉福尔克拉、瓦什雷斯、瓦伊。
拉博姆的时区为UTC+01:00、UTC+02:00（夏令时）。

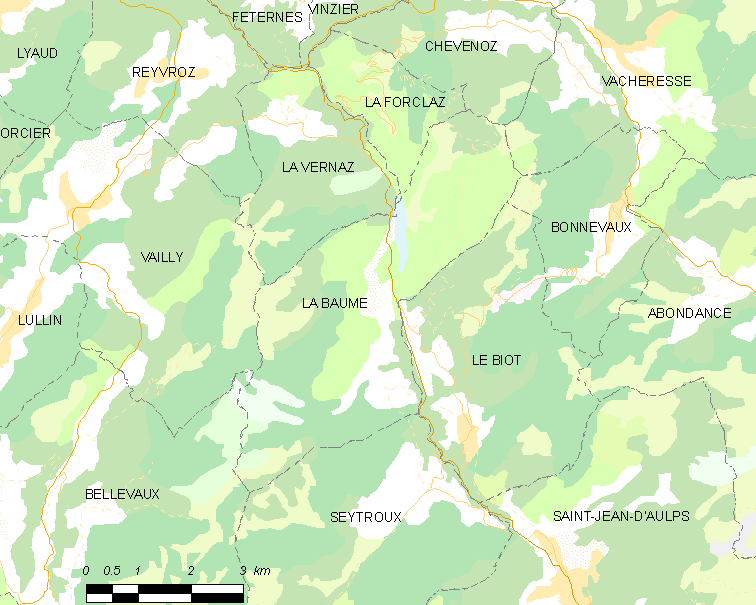
拉博姆的OSM定位图

## 行政
拉博姆的邮政编码为74430，INSEE市镇编码为74030。

## 政治
拉博姆所属的省级选区为埃维昂莱班县。

## 人口

1962-2008年间拉博姆人口变化图示

拉博姆于2022年1月1日时的人口数量为322人。